# Tisséo

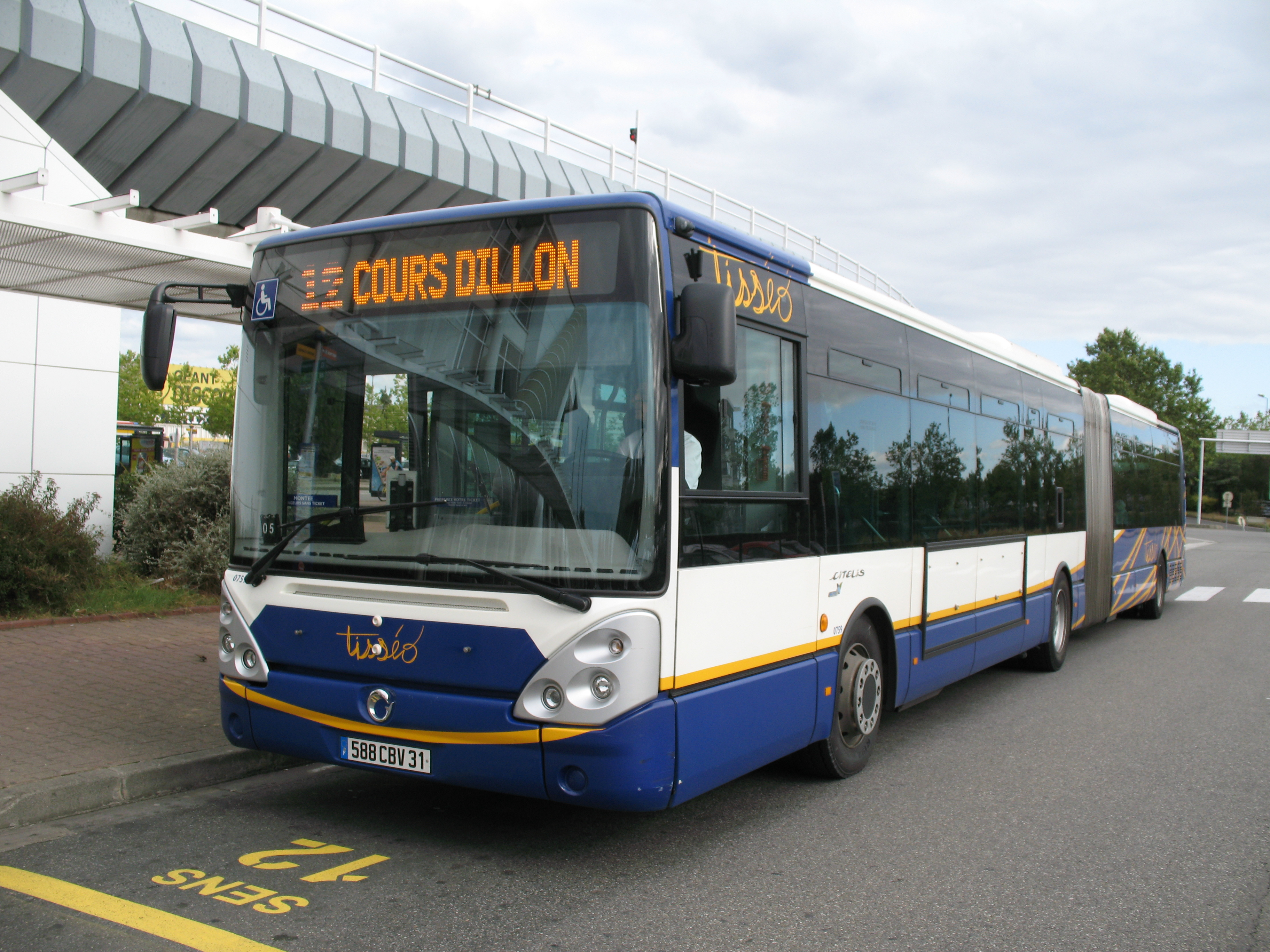
Un Irisbus Citelis 18, sur l'ancienne ligne 12 à Basso Cambo, possédant la livrée "AZF".

Tisséo est la marque commerciale du réseau de transports en commun de Toulouse et sa région. Cent huit communes y sont desservies, sur le périmètre du plan de mobilité de cent quatorze communes.

## Organisation

### Histoire
À sa création, en 2002, le nom commercial Tisséo rassemble les trois entités assurant la gestion du système de transport collectif de l'agglomération toulousaine. Tisséo-SMTC (Syndicat mixte des transports en commun), l'autorité organisatrice des transports urbains, regroupe alors les représentants de différentes collectivités locales : les communautés d'agglomération du Grand Toulouse et du Sicoval, le Syndicat intercommunal des transports publics de la région toulousaine (SITPRT) ainsi que le conseil général de la Haute-Garonne. Deux sociétés d'économie mixte sont placées sous la direction du SMTC : la première, la SMAT (Société du métro de l'agglomération toulousaine, aujourd'hui devenue société de mobilité de l'agglomération toulousaine), se charge de la maîtrise d'ouvrage du réseau, tandis que la seconde, Tisséo-SEMVAT (Société d'économie mixte des voyageurs de l'agglomération toulousaine), a pour mission l'exploitation de l'ensemble du réseau de transports en commun.
En 2004, après un appel d'offres, la délégation de service public portant sur l'exploitation du réseau urbain n'est pas reconduite à la SEMVAT, qui en avait la charge depuis 1973, au profit de la société Connex, une filiale de Veolia Environnement  (aujourd'hui Transdev). Dès le 1er janvier 2005, l'exploitation du réseau revient ainsi à l'opérateur privé et la marque Tisséo-Connex se substitue à Tisséo-SEMVAT.
Dès cette même année, une importante lutte politique opposant les représentants de la ville de Toulouse à ceux du conseil général, socialistes, s'engage : les premiers souhaitent maintenir en place l'opérateur privé alors que les seconds s'y opposent. Finalement, alors que les socialistes sont encore majoritaires au sein du comité syndical de Tisséo-SMTC, ce dernier vote l'exploitation du réseau en régie directe. Après seulement un an d'exploitation, le 1er janvier 2006, la société Connex se retire et le SMTC exploite les transports en commun en régie de service public. La marque Tisséo-Réseau urbain fait alors son apparition et vient remplacer Tisséo-Connex.
Un nouveau rebondissement se produit en 2006 quand le conseil général quitte le comité syndical de Tisséo-SMTC. Le 14 décembre 2005, un amendement présenté par le député UMP des Deux-Sèvres, Dominique Paillé, est adopté à l'Assemblée nationale. Cet amendement « vise […] à rendre aux établissements publics de coopération intercommunale – EPCI – le contrôle des syndicats mixtes de transports en commun auxquels ils ont délégué leur compétence transport. Il ne concerne que les EPCI ayant transféré leur compétence transport à un SMTC, dont la population est supérieure à 400 000 habitants. Cet amendement d’équité permet à la collectivité la plus importante de continuer à gérer d’une manière majoritaire la vie desdits syndicats ». L'amendement « Paillé » implique donc que la communauté d'agglomération du Grand Toulouse soit majoritaire au sein du comité syndical, l'organe délibérant de Tisséo, ce qui, jusqu'ici, n'est pas le cas. La répartition des vingt-deux voix au comité syndical (dix pour le Grand Toulouse, une pour le Sicoval, une pour le SITPRT et dix pour le conseil général de la Haute-Garonne) devait donc évoluer au détriment du conseil général. Alors qu'il était prévu de passer à douze voix pour le Grand Toulouse et à huit voix pour le conseil général, aucun accord ne sera finalement trouvé et le 4 juillet 2006 le conseil général de la Haute-Garonne se retire du SMTC. Depuis cette date, le comité syndical de Tisséo-SMTC ne compte alors plus que douze membres.

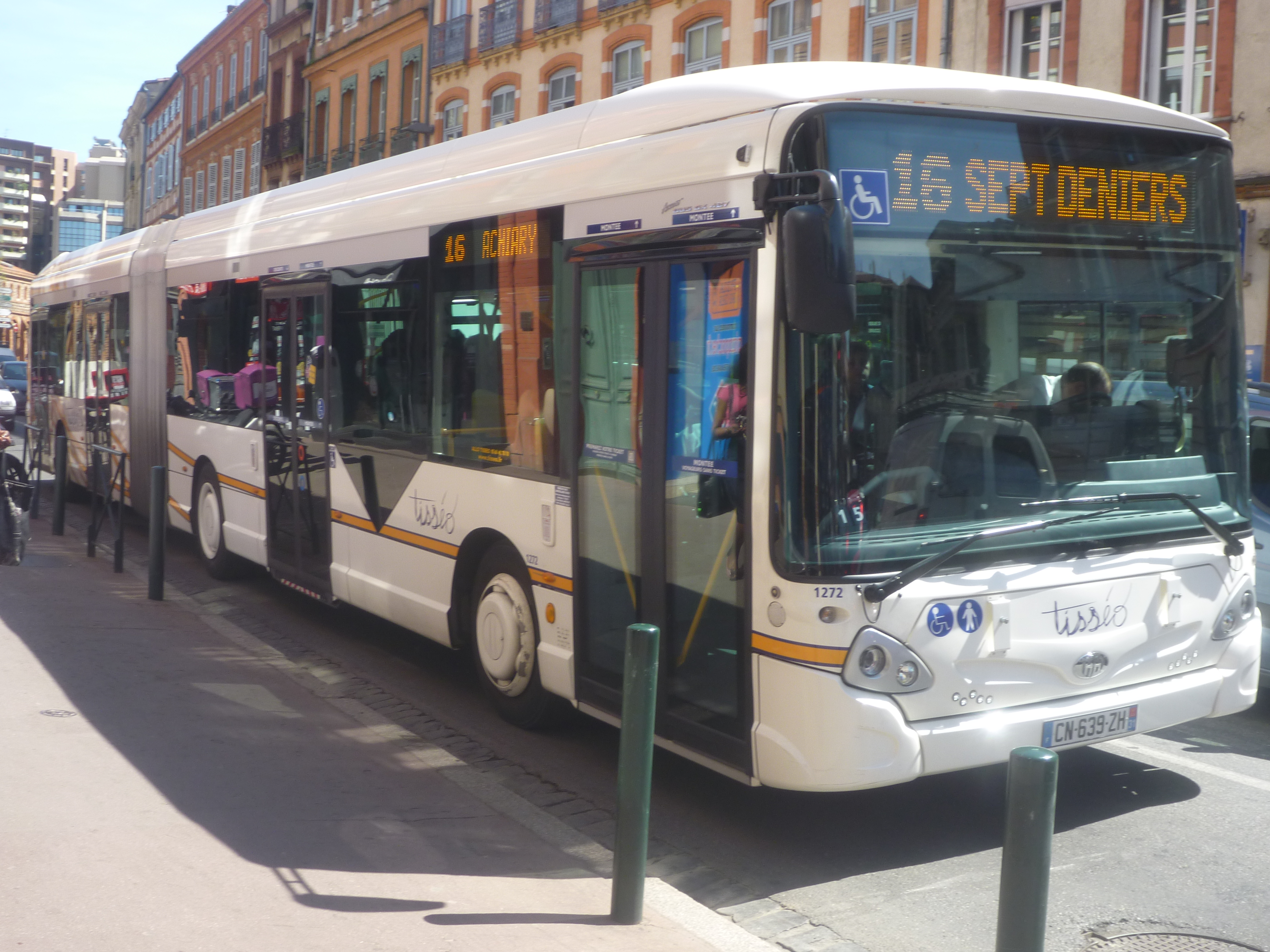
Un Heuliez GX 427, sur l'ancienne ligne 16, possédant l'ancienne livrée Linéo.

Face aux problèmes induits par le départ du conseil général (dont la participation financière n'est plus systématiquement assurée) et par les situations de blocage traversées par la régie (prolongement de la ligne B du métro et mouvements de grève du personnel notamment), il a été décidé de modifier son statut. Ainsi, depuis le 1er avril 2010, l'ancienne régie des transports urbains à simple autonomie financière est devenue un établissement public à caractère industriel et commercial (EPIC), au même titre que la RATP ou la SNCF
.
Le 1er janvier 2013, le réseau Tisséo adopte une nouvelle signature "Tisséo, c'est tout moi !", et cette même année 2013, une nouvelle sérigraphie est adoptée pour les nouvelles acquisitions de bus destinés aux lignes à haut niveau de service, les "Linéo".
Fin 2013, le réseau annonce l’abandon progressif des autobus diesels au profit de véhicules GNV et hybrides d'ici à 2025.

### Tisséo Collectivités
Tisséo Collectivités est l'autorité organisatrice de transports sur le périmètre de transport urbain de l'agglomération toulousaine. Avant 2017, il était connu sous le nom de Tisséo-SMTC, pour « Syndicat mixte des transports en commun ». Il réunit :
- Toulouse Métropole (14 élus),
- le Sicoval (2 élus),
- Le Muretain Agglo (2 élus),
- Le Grand Ouest Toulousain Agglomération (1 élu),
- la communauté de communes des Coteaux Bellevue (1 élu).

La disparition du SITPRT a été actée en octobre 2023 dans le cadre de la loi d'orientation des mobilités : les communautés de communes Le Grand Ouest Toulousain et des Coteaux Bellevue ont adhéré directement à Tisséo - Collectivités, ce qui a permis l'extension du réseau à six nouvelles communes en 2025.

### Tisséo Voyageurs
Tisséo Voyageurs a pour objet principal « l’exploitation, le développement et la commercialisation du service des transports publics urbains de personnes de l’agglomération toulousaine ».
Tisséo exploite le réseau sous la forme d'un EPIC depuis avril 2010, succédant à une régie directe, qui elle-même succédait depuis 2004 à la SEMVAT, qui était une société d'économie mixte. En 2014, la régie était composée de 1648 salariés rattachés à l'exploitation bus et tram, 223, à la maintenance bus, 309 était rattachés au métro, 124, à la sûreté[réf. souhaitée].
Outre Tisséo Voyageurs, quatre entreprises privées exploitent des lignes de bus sur le réseau Tisséo : Transdev Occitanie Ouest (filiale du groupe Transdev), Négoti EPTR Mobilités (appartenant au groupe RGO Mobilités), Verdié Autocars (sous la marque Verbus) et Alcis Transports.

### Tisséo Ingénierie
Tisséo - Ingénierie a pour mission d'organiser l'étude et la construction de nouvelles infrastructures. Avant 2017, il était connu sous le nom de SMAT, pour « Société de la Mobilité de l'Agglomération Toulousaine » (anciennement « Société du métro de l'agglomération toulousaine », changé début 2010 car cette société s'occupe aussi du tramway et des voies de bus en site propre). C’est une société publique locale qui a pour mission d'organiser l'étude et la construction de nouvelles infrastructures. Maître d'ouvrage délégué de Tisséo, son capital est détenu à [réf. souhaitée] : 
- 50 % par Tisséo - SMTC,
- 18,75 % par la Toulouse Métropole,
- 16,67 % par la Haute-Garonne,
- 10,83 % par Toulouse,
- 2,50 % par le Syndicat intercommunal des transports publics de la région toulousaine (SITPRT),
- et 1,25 % par le Sicoval.

Avec la disparition du SITPRT, les communautés de communes Le Grand Ouest Toulousain et des Coteaux Bellevue ont accédé le 24 avril 2024 au poste d'administrateur de Tisséo Ingénierie 

## Réorganisations
Le réseau Tisséo a subi de nombreuses réorganisations, notamment au moment de l'arrivée de nouvelles lignes de métro et de tramway.

### Avec la ligne B du métro
La mise en service de la ligne   est une occasion pour supprimer ou rabattre des lignes de bus qui opéraient dans les zones desservies par cette nouvelle ligne de métro. Ceci permet de redistribuer l'offre de bus sur d'autres zones, généralement en banlieue. En particulier les zones sud et sud est de la banlieue profitent de ces augmentations de fréquences, couplées avec la mise en service de sites propres. Il y a donc jusqu’à un bus toutes les 5 minutes sur la RN113 à Castanet-Tolosan et à Auzeville-Tolosane, par exemple. Les lignes desservant Plaisance-du-Touch, Portet-sur-Garonne et Castelginest entre autres, voient également leurs offres renforcées.
Le réseau de nuit a fait l'objet d'un léger renforcement. Avant la mise en service de la ligne  , les lignes de bus en soirées (de N1 à N6) étaient cadencées à l'heure (sauf la N2). Elles furent désormais cadencées à la demi-heure, et prirent le tracé et le numéro de plusieurs grandes lignes de journée. (Elles effectuaient auparavant toutes leur terminus à Matabiau Gare SNCF).
Une nouvelle ligne passe en service de nuit, la ligne 66 (Cours Dillon - Blagnac Grand Noble), préfigurant l'arrivée de la ligne   et donc modifiée après. Il s'agit donc de la première ligne de nuit desservant réellement la banlieue alors que le secteur en question n'avait jamais été desservi après 22 h jusqu'alors.
Les heures de fin de service ont peu varié, 0h30 pour le dernier service du centre-ville vers la banlieue (1h les vendredi et samedi) contre 0h00 environ actuellement. Les lignes en service de nuit deviennent donc les 2S, 10S, 12S, 16S, 22S, 38S, 66S et le TAD 106. Plus tard, d'autres lignes de soirée sont mises en service en 2009 : 79S, 81S (uniquement du jeudi au dimanche) et 88S.
Pour l'année 2008, la ligne est créée 29 entre La Vache et Saint Michel - Marcel Langer, par les boulevards, à la suite de différentes réclamations des habitants des quartiers des Minimes et de Saint-Michel qui, avec la ligne  , ont été laissés sans desserte bus.

### Avec la ligne T1 du tramway
La réorganisation du réseau de bus présentée sur le site web de Tisséo a pris effet le 29 novembre 2010 :
- La ligne 13 est supprimée mais la ligne 14 reprend son parcours à partir des Arènes.
- La ligne 14 fait terminus à Basso Cambo, et ne dessert plus ni Casselardit ni Purpan.
- La ligne 17 est raccourcie côté Blagnac et fait terminus à Andromède-Lycée.
- La ligne 25 (supprimée depuis) va de l'Aéroport au centre commercial de Blagnac (terminus Blagnac Emile Zola) en passant par la station Place du Relais, le vieux centre de Blagnac et la Place Georges Brassens.
- La nouvelle ligne 30 (modifiée depuis) relie Fenouillet Centre Commercial à l'Aéroport via Seilh, en passant par Aéroconstellation, la zone industrielle du Grand Noble et le secteur aéroportuaire nord.
- La nouvelle ligne 45 relie à partir du 20 décembre Jeanne d'Arc à Pelletier Purpan en passant par Amidonniers, Saint Cyprien République et l'avenue de Grande-Bretagne[20], les lignes 14 et 70 ne desservant plus cette dernière. En cas d'arrêt du tramway, la ligne est prolongée de Pelletier Purpan jusqu'à Place du Relais.
- La ligne 46 (modifiée depuis) est prolongée jusqu'à la place Baylac.
- La ligne 66 (modifiée depuis) garde son itinéraire de Saint-Cyprien République à Airbus Industrie, pour ensuite rejoindre directement l'Aéroport.
- La ligne de soirée 66S est supprimée, le tramway fonctionnant le soir.
- La ligne 70 passe par les Sept Deniers au lieu de Purpan, elle ne dessert donc plus l'arrêt Ancely, mais la station Place du Relais et va jusqu'à Aéroconstellation en passant par le centre de Beauzelle. En cas d'arrêt du tramway, elle prend le relais de celui-ci.
- La ligne 71 relie la commune d'Aussonne à la ligne   (station Aéroconstellation) et effectue son terminus à Andromède Lycée, sans rejoindre Toulouse.

### Avec le réseau bus du Muretain

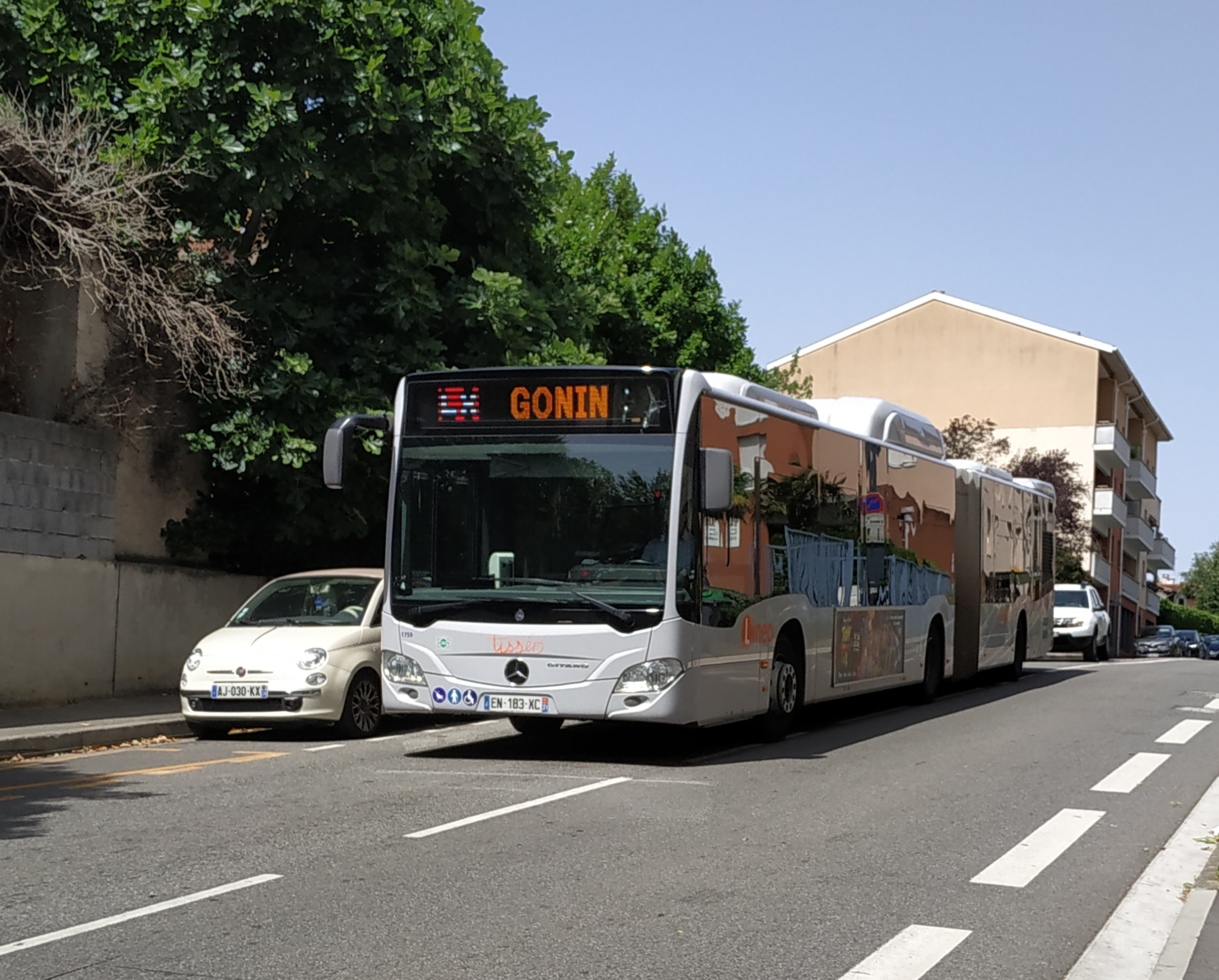
Un Mercedes Benz Citaro G C2, sur la ligne L8, possédant la livrée Lineo.

Le 8 janvier 2018, le réseau Tisséo prend en charge la desserte du Muretain Agglo (qui compte principalement les villes de Muret et Portet-sur-Garonne), en reprenant en partie l'ancien réseau TAMtam en impliquant sa disparition.
À cette occasion, 14 lignes sont créées afin de desservir les alentours de Muret : 301302303304305306310311312313314315316317320. Ces lignes reprennent pour certaines les anciennes lignes du réseau TamTam. Certaines lignes déjà existantes sont également rallongées ou renforcées.
Les lignes 301302303304305306 sont créées afin de desservir la ville de Muret. Ces 6 lignes sont gratuites pour les muretains, comme sur l'ancien réseau TamTam. Elles sont toutes connectées à la gare de Muret. Il y a également les lignes 310311312313314315316317320 qui permettent de desservir Muret, Saint-Lys, Fonsorbes, Roques, Portet-sur-Garonne, Seysses, ainsi que de plus petites communes à proximité de Muret, nouvellement desservies par le réseau. Les lignes déjà existantes (49505258117) ont subi des modifications de leur tracé.
Ces nouvelles lignes sont sous traitées et entièrement exploitées par Transdev Occitanie Ouest avec des véhicules neufs de type Mercedes-Benz Citaro K (midibus de 10 m) ainsi que des minibus Mercedes-Benz Sprinter, arborant une livrée Tisséo blanche à bandes bleues simpifiée.

## Le réseau
Tisséo met à disposition 2 lignes de métro de type VAL (lignes   ), 1 ligne de tramway de type Citadis 302 (lignes  ), 1 ligne de téléphérique de type Poma 3S (ligne  ) et 148 lignes de bus (dont 11 Linéo, 8 Navettes, 4 TAD et 30 lignes de Transports Scolaires). Les lignes de TER cadencées (Ligne Arènes - Colomiers) sont exploitées par la SNCF.

« L’EPIC Tisséo gère le troisième réseau de transport en commun français, après Paris et Lyon. Il comptait 2 819 salariés en 2016 »

— Rapport d'observations définitives EPIC TISSÉO (Haute-Garonne) Exercices 2012 et suivants

### Le métro

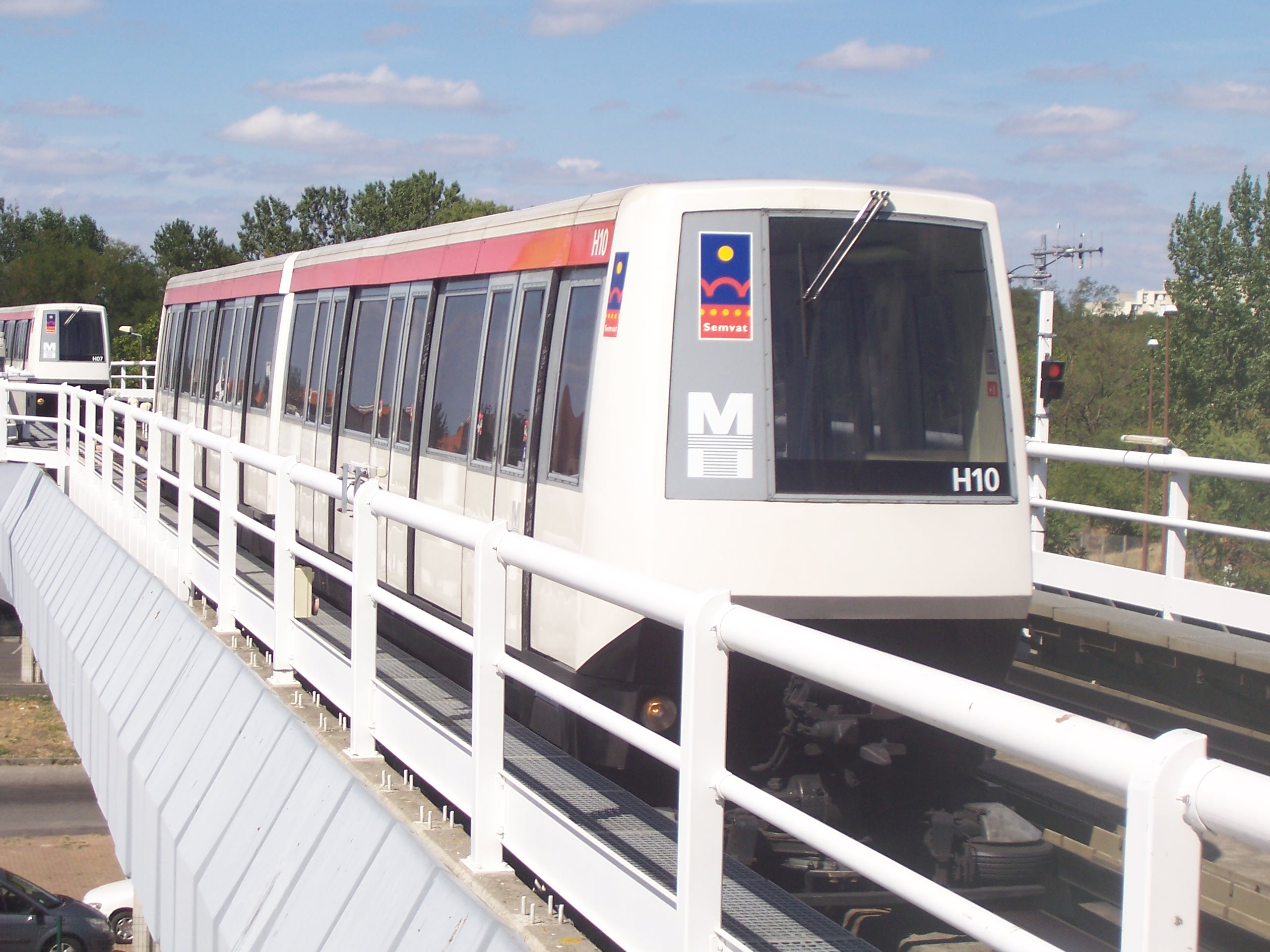
Une rame de métro Matra Siemens VAL 206, sur la ligne A à Basso Cambo.

Tisséo gère deux lignes de métro, la ligne   inaugurée en 1993 et la ligne   inaugurée en 2007.
Jusqu'en 2020, la ligne   était à de nombreuses reprises saturée aux heures de pointe et ne permettait plus de répondre à l'affluence des voyageurs. Un chantier de modernisation était alors lancé en 2017 «Ma ligne A en XXL» pour améliorer le confort et la sécurité des voyageurs. Mise en service le 8 janvier 2020, la modernisation de la ligne   avec le passage des rames de métro de 26 à 52 mètres (4 voitures au lieu de 2) permet une capacité d'accueil de 400 000 voyageurs, au lieu de 220 000 auparavant.
La ligne   sera dans un premier temps prolongée, de son terminus actuel Ramonville à la station INPT en connexion avec la troisième ligne de métro. Dans un second temps, la ligne   verra sa capacité doublée au même titre que la ligne  , après la mise en service de la troisième ligne de métro.
La troisième ligne de métro (Toulouse Aérospace Express), qui devait ouvrir en 2025, a vu son achèvement repoussé en raison de l'épidémie de COVID-19 : elle ne sera inaugurée qu'en fin 2028.

### Le tramway
Tisséo gère une ligne de tramway, la ligne   inaugurée le 29 novembre 2010, et a exploité avant sa suppression (le 5 juin 2023) la ligne   inaugurée le 11 avril 2015.

### Le téléphérique
Tisséo gère une ligne de téléphérique urbain, la ligne  , inaugurée le 14 mai 2022.

### Le bus

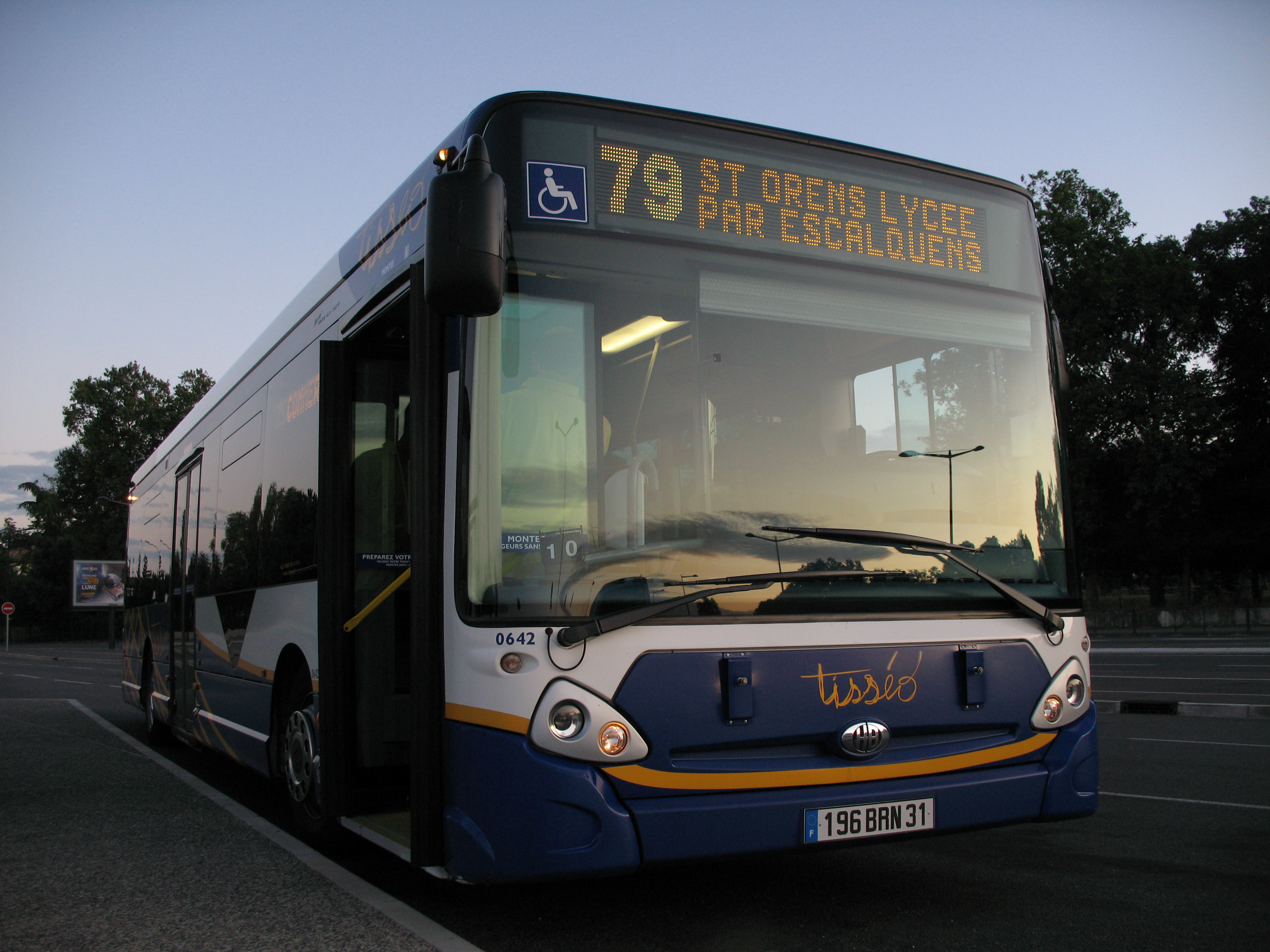
Un Heuliez GX 327, sur la ligne 79, possédant la livrée "AZF".

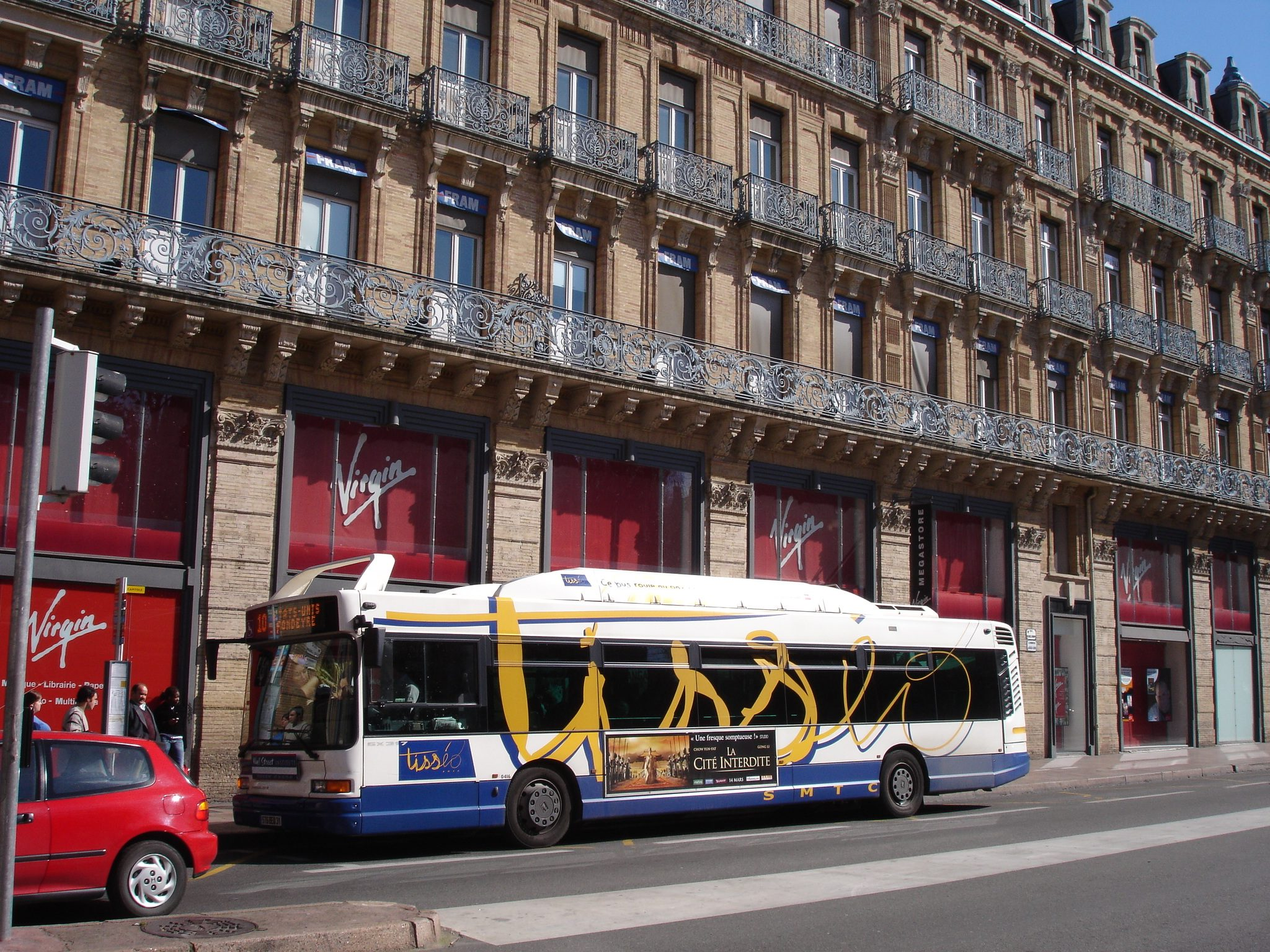
Un Heuliez GX 317 GNV, sur l'ancienne ligne 10 à l'ancien arrêt Capitole en 2007, possédant la livrée "Graffiti".

Ce sont 145 lignes de bus urbain qui desservent l'agglomération toulousaine ; 64 lignes sont exploitées par Tisséo-Voyageurs (dont Linéo et Navette), et 84 lignes sont affrétés (auprès d'Alcis, Transdev, Négoti et Verbus) (dont Navette, TAD et Scolaire). Le réseau s'étend ainsi sur 1522 km. On compte 575 bus gérés par Tisséo, et 161 affrétés qui desservent 2791 arrêts (hors sous-traitance). Juste avant la mise en service de la ligne  , ce sont les bus qui effectuaient le plus de déplacements sur le réseau (200 000 voyageurs par jour, contre 170 000 pour le métro)[réf. nécessaire].

### Le transport à la demande
Le service de transport à la demande (TAD) est un dispositif de transport public souple et pratique pour la desserte de secteurs peu denses. Il fonctionne sur réservation, deux heures au moins avant le déplacement.

## Matériel roulant

### Métro
Le métro de Toulouse est équipé de rames de type VAL (Véhicule Automatique Léger, sans conducteur) fabriquée par Siemens.
| Matériel    | Année | Quantité d'origine | Quantité en circulation | Numérotation  | Informations Supplémentaires                                |
| VAL 206     | 1992  | 29                 | 28                      | HP01 à HP29   | Collision entre la HP02 et la HP08 (HP08 manquante)         |
| VAL 208 PG  | 2003  | 14                 | 14                      | HP30 à HP43   |                                                             |
| VAL 208 NG  | 2007  | 56                 | 56                      | HP44 à HP99   |                                                             |
| VAL 208 NG2 | 2012  | 18                 | 18                      | HP100 à HP117 |                                                             |
| VAL 208 NG3 | 2024  | 15                 |                         | HP118 à HP132 | En cours de livraison, avec une rame tous les deux semaines |
| VAL 208 NG3 | 2027  | 7                  |                         | HP133 à HP139 | Futur matériel                                              |

### Tramway
Le Tramway de Toulouse est équipé de rames Alstom Citadis 302 TORA, l'esthétique ayant été réalisée par Airbus.
| Matériel    | Année | Quantité | Numérotations |
| Citadis 302 | 2009  | 24       | 5001 à 5024   |
| Citadis 302 | 2014  | 4        | 5025 à 5028   |
| Citadis 305 | 2026  | 9        | 5029 à 5037   |

### Téléphérique
Le Téléo, qui a ouvert le week-end des 14 et 15 mai 2022, est le plus long téléphérique urbain de France, il est équipé de cabine Poma 3S Symphony.
| Matériel | Année | Quantité | Numérotations |
| Poma 3S  | 2021  | 16       | 01 à 16       |

### Bus
Les véhicules inscrits correspondent au matériel roulant actuel géré par Tisséo uniquement, les véhicules venant d'être réformés sont toujours inscrits pour une durée limitée. Le parc des sous-traitants n'est pas abordé ici.
| Matériel                                                   | Année | Type      | Quantité d'origine | Quantité en circulation | Numérotation     | Livrée                                                                                      | Informations supplémentaires                                                                |
| ---------------------------------------------------------- | ----- | --------- | ------------------ | ----------------------- | ---------------- | ------------------------------------------------------------------------------------------- | ------------------------------------------------------------------------------------------- |
| Heuliez bus GX 317                                         | 1996  | Standards | 69                 | 0                       | 9601 à 9669      | "Semvat"                                                                                    | Tous réformés                                                                               |
| Mercedes-Benz O 405 GN                                     | 1997  | Articulé  | 20                 | 0                       | 9701 à 9720      | "Semvat"                                                                                    | Tous réformés                                                                               |
| Heuliez bus GX 317                                         | 1999  | Standards | 28                 | 0                       | 9901 à 9928      | "Graffiti"                                                                                  | Tous réformés                                                                               |
| Mercedes-Benz O 405 GN                                     | 1999  | Articulé  | 3                  | 0                       | 9950 à 9952      | "Semvat"                                                                                    | Tous réformes                                                                               |
| Heuliez bus GX 317                                         | 2000  | Standards | 26                 | 0                       | 0001 à 0026      | "Graffiti"                                                                                  | Tous réformés                                                                               |
| Mercedes-Benz Cito                                         | 2000  | Midibus   | 11                 | 0                       | 0050 à 0061      | "Semvat"                                                                                    | Tous réformés                                                                               |
| Heuliez Bus GX 317                                         | 2001  | Standards | 14                 | 0                       | 0101 à 0114      | "AZF" : blanc, bleu, lianes jaunes                                                          | Tous réformés                                                                               |
| Mercedes-Benz Cito                                         | 2001  | Midibus   | 6                  | 0                       | 0150 à 0155      | "Semvat"                                                                                    | - Tous réformés - 0153 : livrée "AZF" : blanc, bleu, lianes jaunes                          |
| Heuliez Bus GX 317 GNV                                     | 2002  | Standards | 10                 | 0                       | 0201 à 0210      | "Graffiti"                                                                                  | Tous réformés                                                                               |
| Heuliez Bus GX 317 GNV                                     | 2003  | Standards | 65                 | 0                       | 0301 à 0365      | "Graffiti"                                                                                  | - Tous réformés - 0362 : incendié                                                           |
| Heuliez Bus GX 317 GNV                                     | 2004  | Standards | 25                 | 0                       | 0401 à 0425      | "Graffiti"                                                                                  | - Tous réformés - 0423 : incendié                                                           |
| Heuliez Bus GX 317 GNV                                     | 2005  | Standards | 25                 | 0                       | 0501 à 0525      | "Graffiti"                                                                                  | Tous réformés                                                                               |
| Heuliez Bus GX 327 GNV                                     | 2005  | Standards | 3                  | 0                       | 0526, 0527, 0528 | "AZF" : blanc, bleu, lianes jaunes                                                          | Tous réformés                                                                               |
| Heuliez Bus GX 327                                         | 2006  | Standards | 60                 | 3                       | 0601 à 0660      | "AZF" : blanc, bleu, lianes jaunes                                                          | - sous-traitance - 0620 et 0627 : bus-écoles                                                |
| Heuliez Bus GX 327                                         | 2007  | Standards | 26                 | 1                       | 0701 à 0726      | "AZF" : blanc, bleu, lianes jaunes                                                          | - 0709 : bus-école - sous-traitance                                                         |
| Irisbus Citelis 18                                         | 2007  | Articulés | 15                 | 0                       | 0750 à 0764      | "AZF" : blanc, bleu, lianes jaunes                                                          | - 5 réformés                                                                                |
| Irisbus Citelis 18                                         | 2008  | Articulés | 15                 | 11                      | 0850 à 0864      | "AZF" : blanc, bleu, lianes jaunes                                                          | - 3 réformés - 0860 : lumières bleues et prises USB intérieures                             |
| Irisbus Citelis 12 GNC                                     | 2009  | Standards | 40                 | 16                      | 0901 à 0940      | "AZF" : blanc, bleu, lianes jaunes                                                          | - 12 réforme - sous-traitance - 0910 et 0929 : incendiés - 0940 : barres intérieures jaunes |
| Irisbus Citelis 18                                         | 2009  | Articulés | 28                 | 26                      | 0951 à 0978      | "AZF" : blanc, bleu, lianes jaunes                                                          | - 0969 : réformé - 0974 : incendié                                                          |
| Irisbus Citelis 12 GNC                                     | 2010  | Standards | 40                 | 40                      | 1001 à 1040      | "AZF" : blanc, bleu, lianes jaunes                                                          |                                                                                             |
| Irisbus Citelis 12 GNC                                     | 2011  | Standards | 40                 | 30                      | 1101 à 1140      | "AZF" : blanc, bleu, lianes jaunes                                                          | - sous-traitance                                                                            |
| Heuliez Bus GX 427 BHNS                                    | 2012  | Articulés | 24                 | 24                      | 1251 à 1274      | "Linéo" : gris, lianes argentées                                                            |                                                                                             |
| Heuliez Bus GX 327                                         | 2013  | Standards | 15                 | 15                      | 1301 à 1315      | "AZF" : blanc, bleu, lianes jaunes                                                          |                                                                                             |
| Heuliez Bus GX 427 BHNS                                    | 2013  | Articulés | 15                 | 15                      | 1351 à 1365      | - "Linéo" (12 bus) : gris, lianes argentées - "Brique & Pastel" (3 bus)                     |                                                                                             |
| Heuliez Bus GX 137 L                                       | 2014  | Midibus   | 20                 | 0                       | 1401 à 1420      | - "AZF" : blanc, bleu, lianes jaunes - Brique & Pastel"                                     | - 16 transférés à la sous-traitance                                                         |
| Heuliez Bus GX 427 BHNS                                    | 2014  | Articulés | 20                 | 19                      | 1451 à 1470      | "Linéo" : gris, lianes argentées                                                            | - 1458 : incendié                                                                           |
| BredaMenarinibus Zeus M200 E                               | 2014  | Minibus   | 10                 | 0                       | 1490 à 1499      | "AZF" : blanc, bleu, lianes jaunes                                                          | - 8 transférés à la sous-traitance                                                          |
| Heuliez Bus GX 437 Hybride BHNS                            | 2016  | Articulés | 25                 | 25                      | 1651 à 1675      | "Linéo" : gris, lianes argentées                                                            |                                                                                             |
| Mercedes Benz Citaro GC2 NGT                               | 2017  | Articulés | 27                 | 27                      | 1751 à 1777      | "Linéo" : gris, lianes argentées                                                            |                                                                                             |
| Mercedes Benz Citaro GC2 NGT                               | 2018  | Articulés | 21                 | 21                      | 1851 à 1871      | "Linéo" : gris, lianes argentées                                                            |                                                                                             |
| Iveco Urbanway 12 GNC                                      | 2019  | Standards | 16                 | 16                      | 1901 à 1916      | "Linéo" : gris, lianes argentées                                                            |                                                                                             |
| Heuliez Bus GX 337 Linium Élec'                            | 2019  | Standards | 6                  | 6                       | 1921 à 1926      | "Cuivre & Bordeaux" (spéciale Navette Aéroport)                                             |                                                                                             |
| Mercedes Benz Citaro GC2 NGT                               | 2019  | Articulés | 17                 | 17                      | 1951 à 1967      | - "Linéo" (9 bus) : gris, lianes argentées - "Paille Blanche" (8 bus): blanc, lianes jaunes | 1960, 1961, 1962, 1963, 1967 sont devenu Linéo                                              |
| Iveco Urbanway 12 GNC                                      | 2020  | Standards | 45                 | 45                      | 2001 à 2045      | "Brique & Pastel"                                                                           | 2013 : plafond imitation ciel                                                               |
| Iveco Urbanway 12 GNC                                      | 2021  | Standards | 34                 | 34                      | 2101 à 2134      | "Brique & Pastel"                                                                           |                                                                                             |
| Mercedes Benz Citaro GC2 NGT                               | 2021  | Articulés | 29                 | 29                      | 2151 à 2179      | - "Linéo" (12 bus) : gris, lianes argentées - "Brique & Pastel" (17 bus)                    |                                                                                             |
| Iveco Urbanway 12 GNC                                      | 2022  | Standards | 32                 | 32                      | 2201 à 2232      | "Brique & Pastel"                                                                           |                                                                                             |
| Mercedes Benz Citaro GC2 NGT                               | 2022  | Articulés | 33                 | 33                      | 2251 à 2283      | - "Linéo" (18 bus) : gris, lianes argentées - "Brique & Pastel" (15 bus)                    |                                                                                             |
| Iveco Urbanway 12 GNC                                      | 2023  | Standards | 29                 | 29                      | 2301 à 2329      | "Brique & Pastel"                                                                           |                                                                                             |
| Heuliez Bus GX 337 Linium Élec'                            | 2023  | Standards | 2                  | 2                       | 2391 à 2392      | "Cuivre & Bordeaux" (spéciale Navette Aéroport)                                             |                                                                                             |
| Bolloré Bluebus 6M (spéciaux Navette Centre Ville) ANNULÉE | 2024  | Minibus   | 10                 |                         | 2490 à 2499      | indéterminée                                                                                |                                                                                             |
| Iveco Urbanway 18 GNC BNHS                                 | 2025  | Articulés | 12                 |                         | 2551 à 2562      | "Linéo"                                                                                     | Futurs véhicules                                                                            |
| Heuliez GX 337 Linium Élec                                 | 2025  | Standards | 5                  |                         | 2591 à 2595      | "Brique & Pastel"                                                                           | Futurs véhicules                                                                            |
| Futurs véhicules                                           |       |           |                    |                         |                  |                                                                                             |                                                                                             |

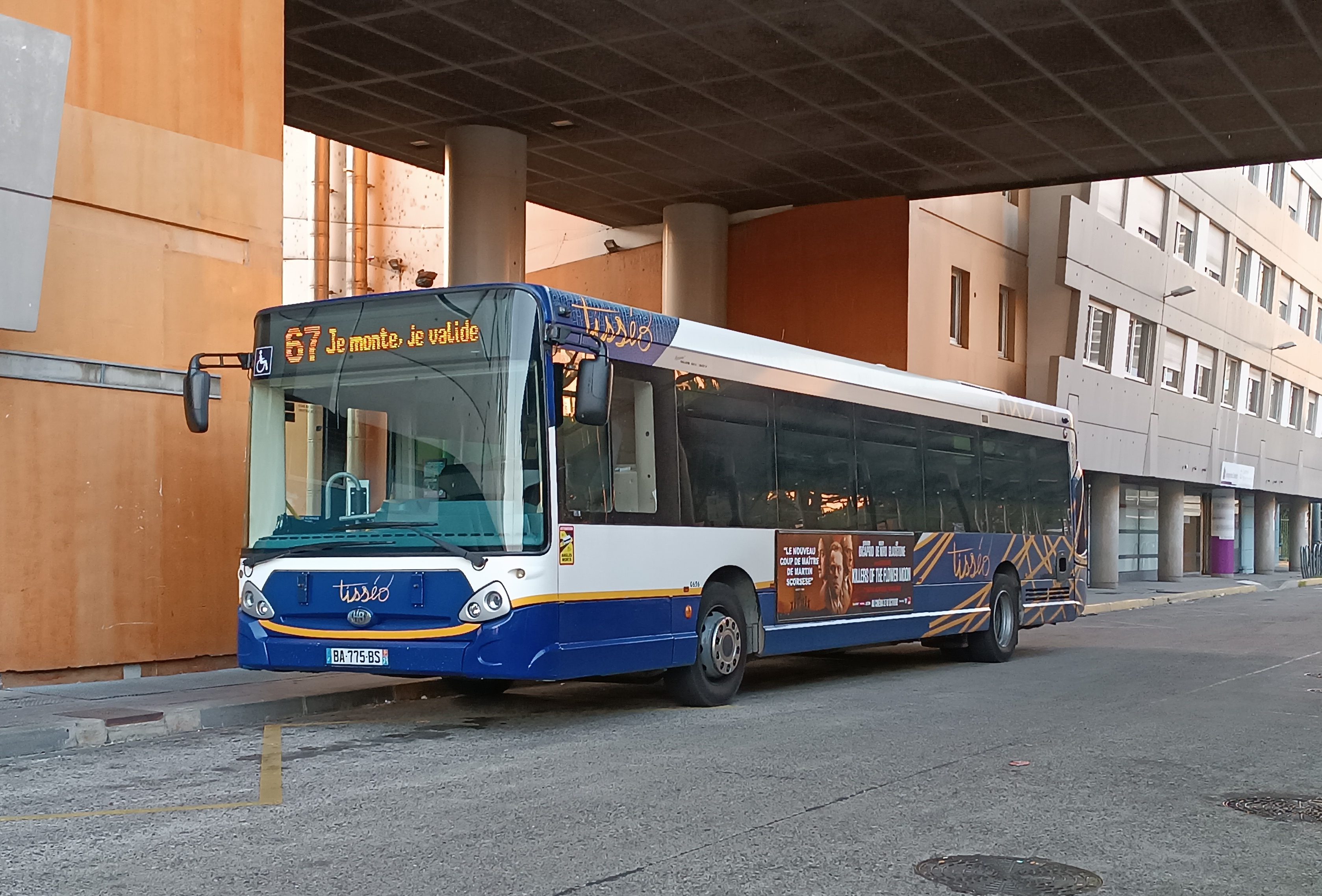
GX 327 Tisséo.
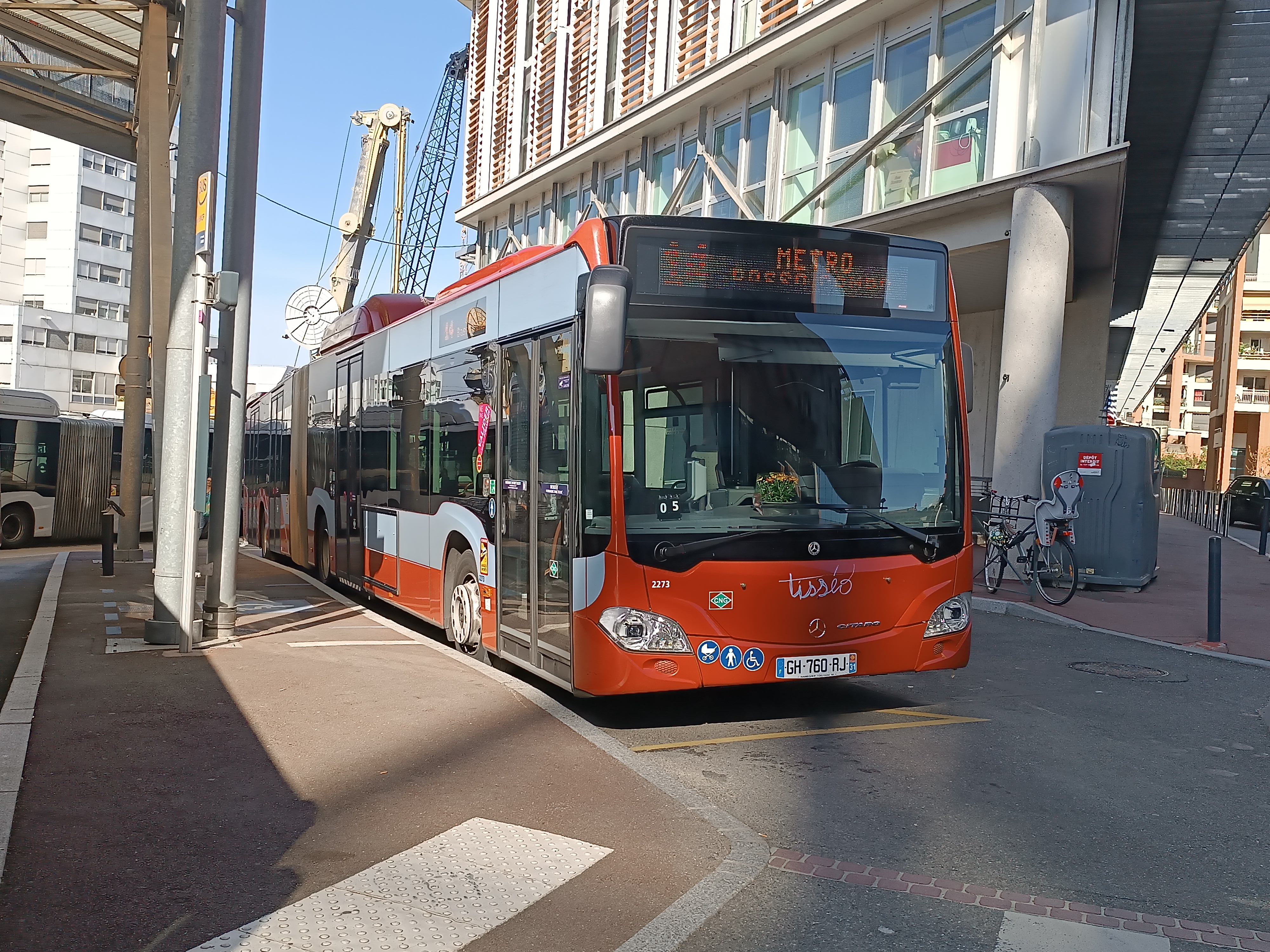
Mercedes-Benz Citaro G NGT.
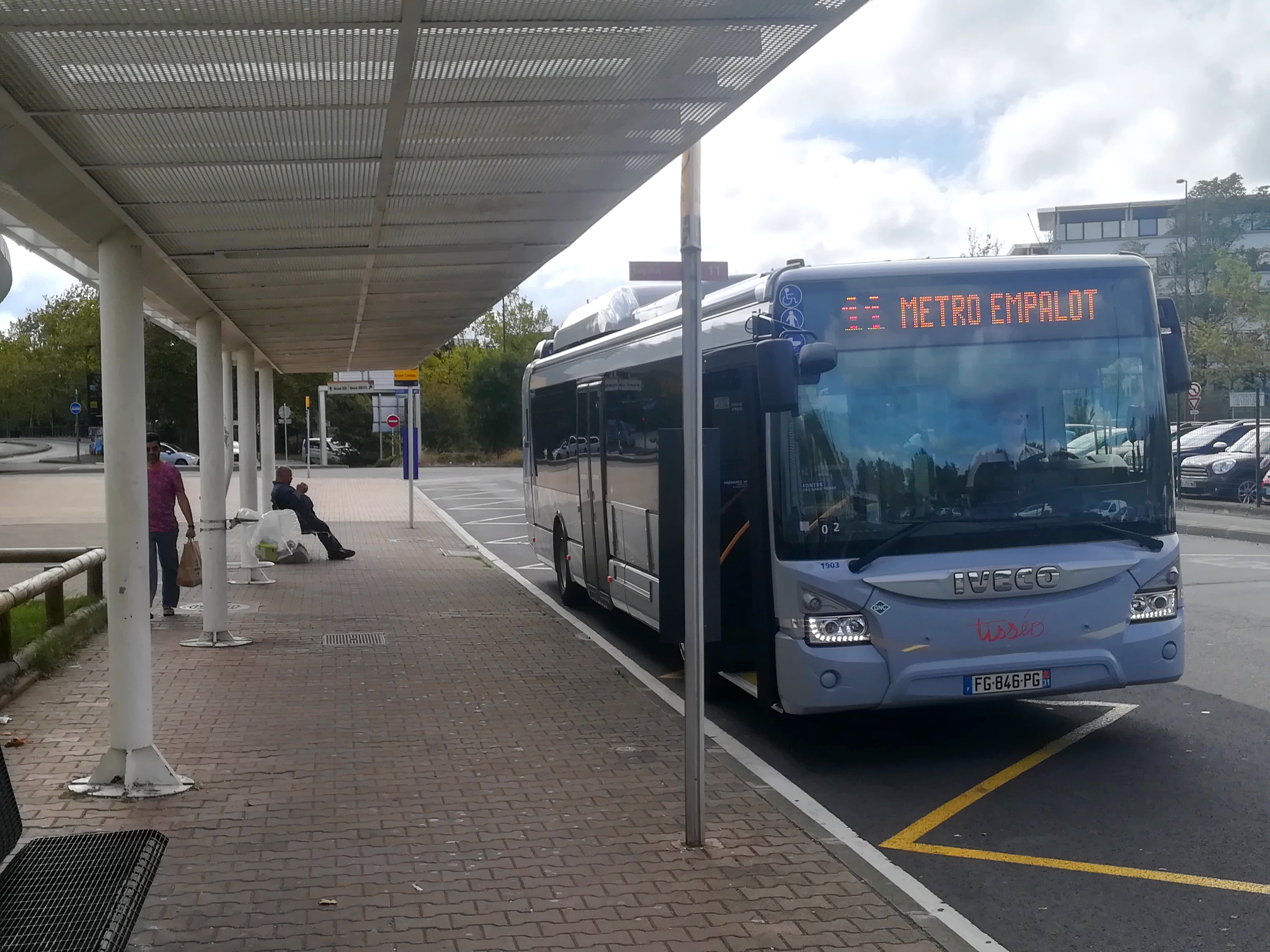
Iveco Urbanway 12 au gaz naturel.
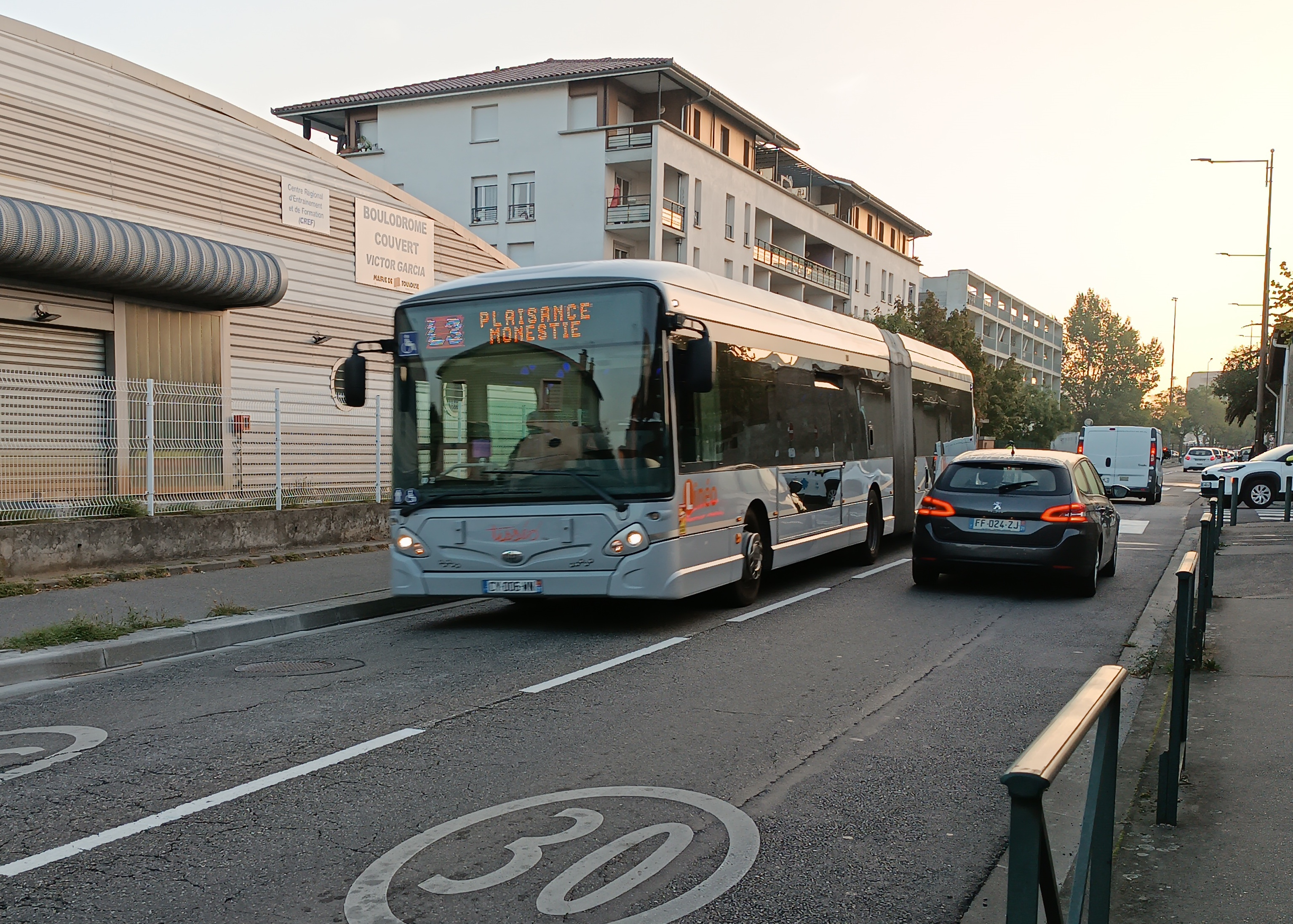
GX 427 Lineo.
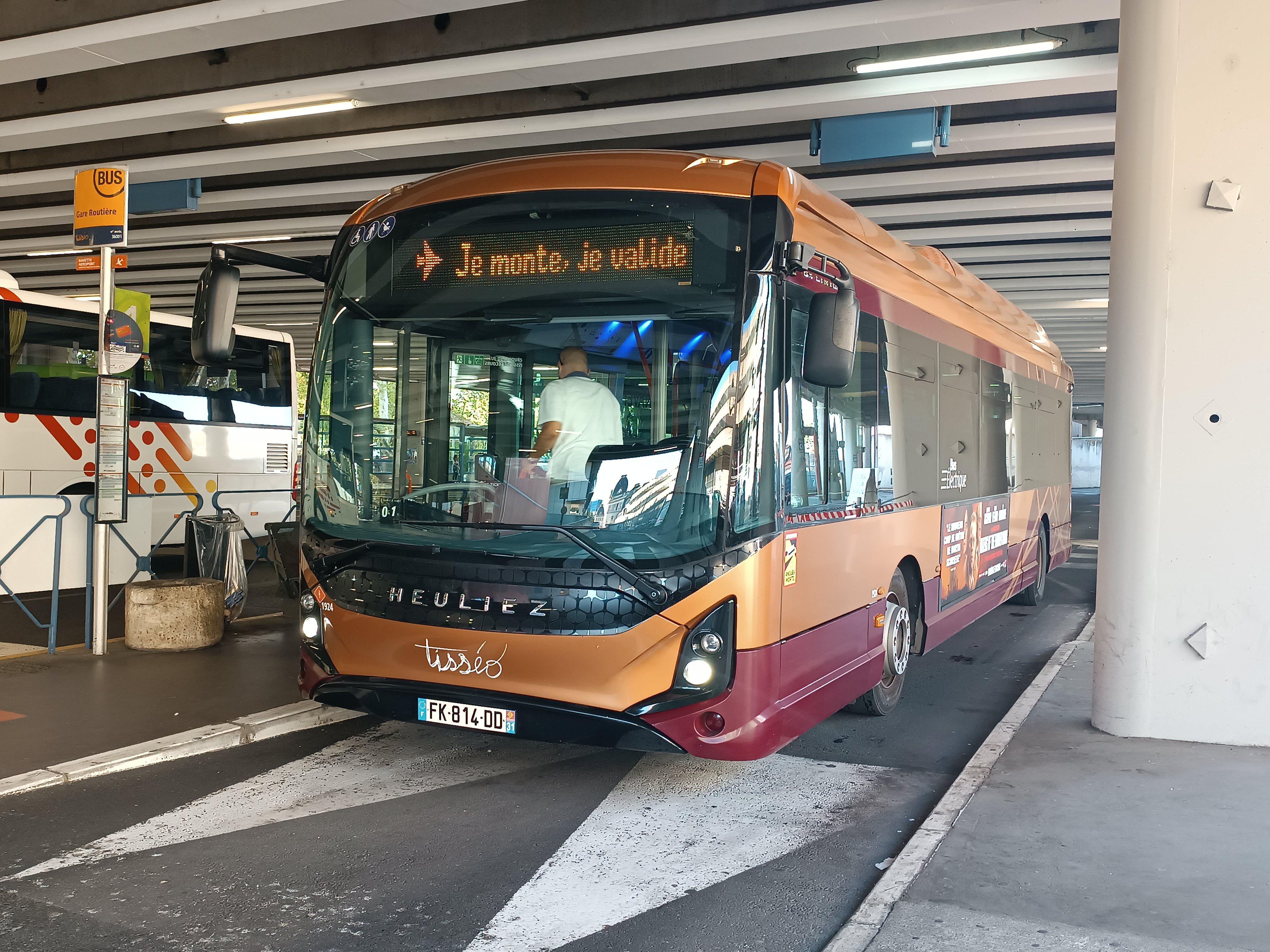
GX 337 Linium de la navette aéroport.
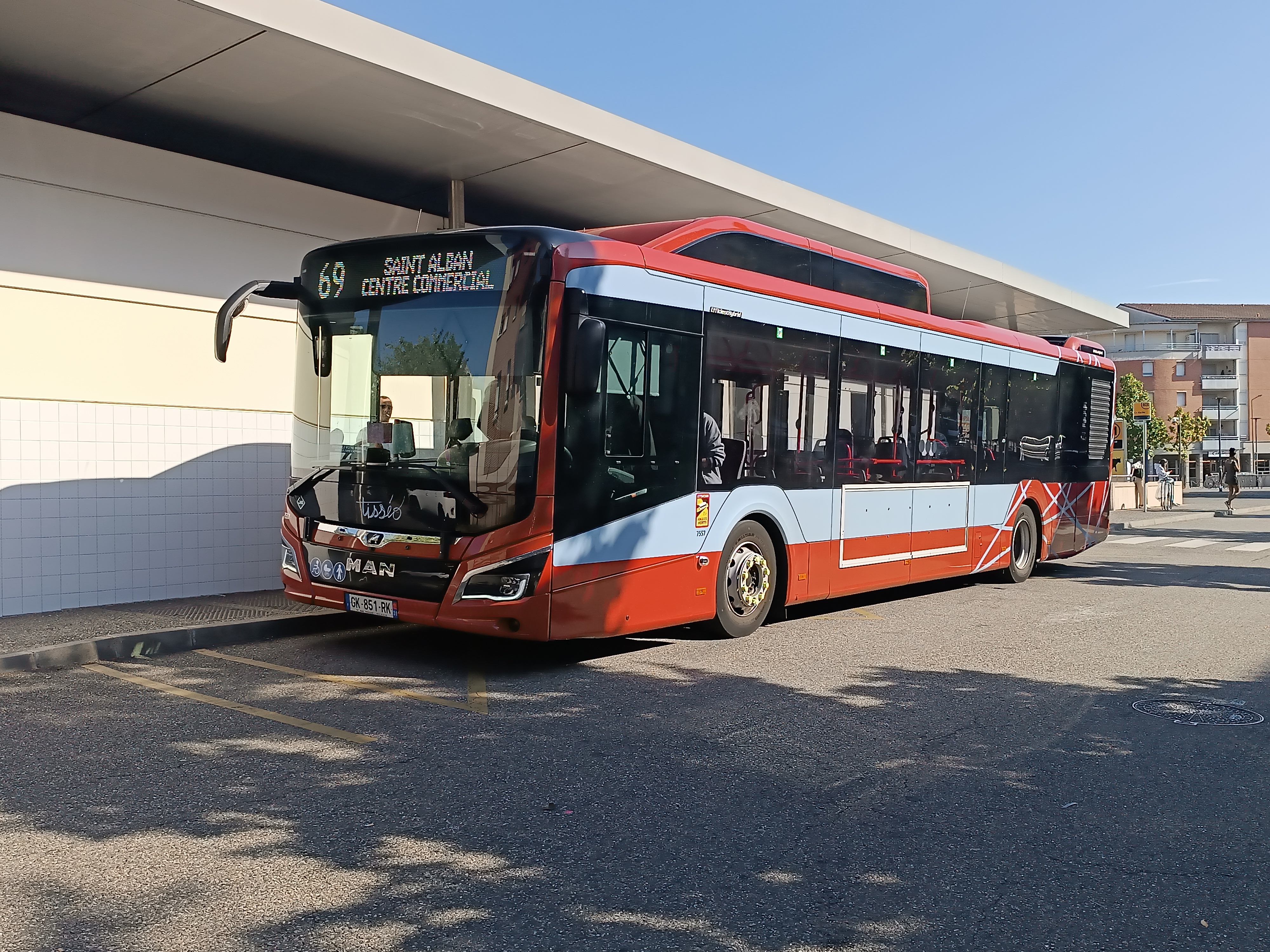
MAN Lion’s City.
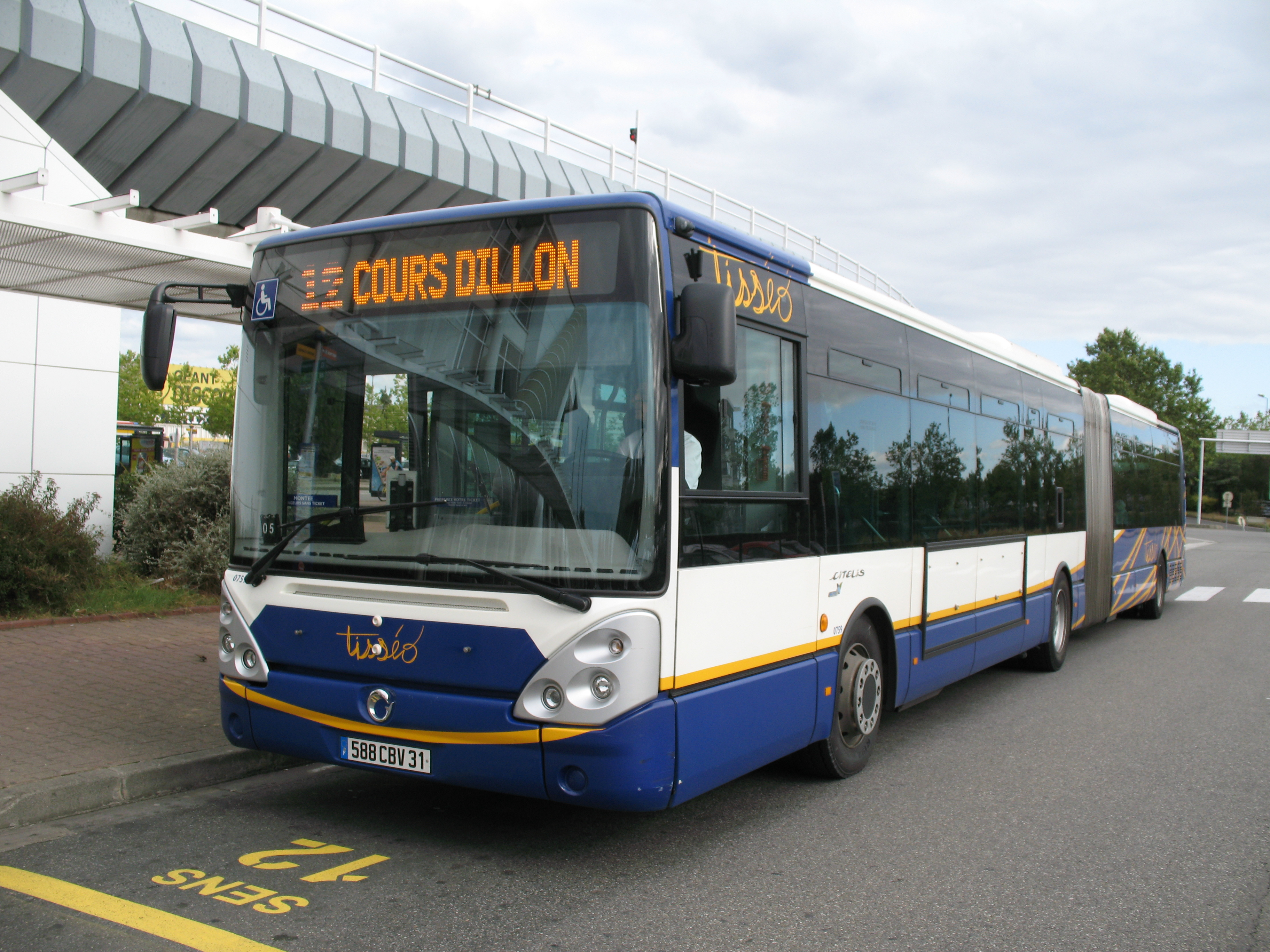
Irisbus Citelis 18.
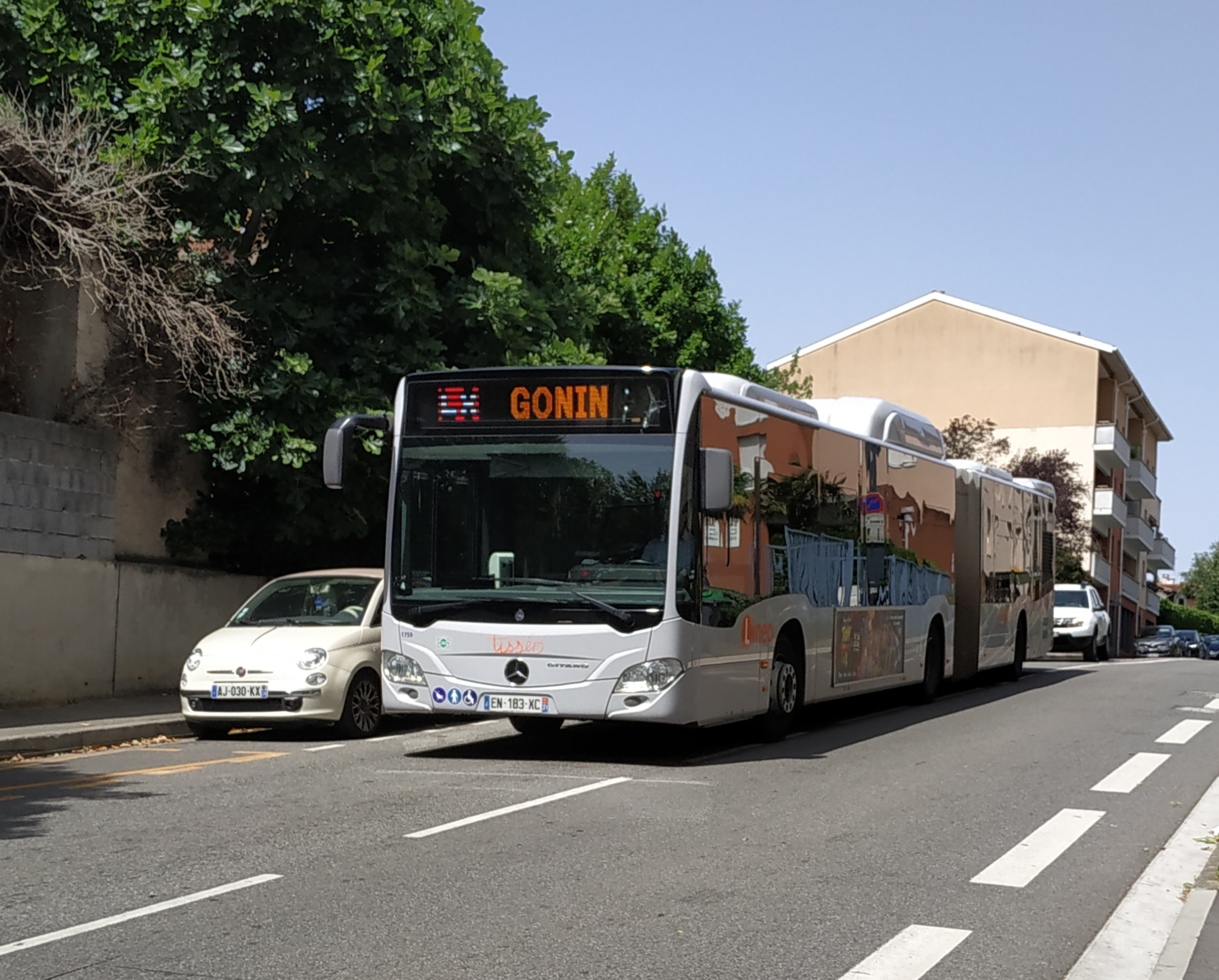
Mercedes-Benz Citaro G Lineo.

## Données financières

### Budget
En 2010, le budget s'élevait à 308,74 millions d'euros. Sur la période 2008-2010, les dépenses s’élevaient annuellement à 300 millions d'euros en fonctionnement, et 140 millions d'euros en investissement. En 2011, les dépenses de fonctionnement totales du syndicat mixte s’élèvent annuellement à plus de 300 millions d'euros. Ses ressources proviennent de la fiscalité (197 millions d'euros de versement transport), des contributions des membres (92 millions d'euros), et des recettes commerciales (69 millions d'euros). Le taux de couverture des charges d’exploitation du réseau par ses recettes commerciales s’est maintenu à environ 40 %, de 2003 à 2008. Il s’est dégradé de 10 % en 2009 en raison de l’effet combiné d’une augmentation des dépenses d’exploitation de + 5,6 %, situation récurrente depuis plusieurs années, et d’une baisse des recettes commerciales (- 4 %).

### Endettement
Fin 2010, l'encours de la dette de Tisséo s'élevait à 1 353,47 millions d'euros, soit 1 600 euros par habitant. La dette a été multipliée par 2,4 entre 2003 et 2010,,, notamment en raison des dépenses engendrées par la construction de la ligne B du métro et la ligne T1 du tramway. En particulier la ligne B avait couté 968 millions d'euros hors taxe selon structurae, mais de 1 390 millions d'euros hors taxe matériel roulant inclus en valeur 2007 selon d'autres sources. En plus un budget de 200 millions d'euros hors taxe avait été prévu pour la construction de la ligne E (T1).
La période 2002-2009, connaissait la gratuité des seniors sur le réseau qui a été remise en cause par le rapport de la chambre régionale des comptes en date de 2012. Dans ce rapport, la  chambre des comptes, a considéré qu'il «semble difficile d'accroître» la dette de 2010.
La dette est toujours de 1,336 milliard d'€ en 2017.
La gestion 2012-2016 de Tisséo, doit aussi être observée par la chambre des comptes, y compris la question d'un accroissement de l'endettement de 2,33 milliards d'euros pour un projet de troisième ligne de métro de Toulouse.
Un encours de dette de 2,9 milliards d'euros est prévu pour 2027.

## Agences commerciales
Il existe actuellement 6 agences commerciales Tisséo  :
- Basso-Cambo (ligne  ),
- Jean-Jaurès (lignes   ),
- Arènes (ligne  ),
- Marengo – SNCF (ligne  ),
- Aéroport de Toulouse-Blagnac,